# Resolution 1480 des UN-Sicherheitsrates
Mit der Resolution 1480 des UN-Sicherheitsrats wurde beschlossen, das Mandat der Unterstützungsmission der Vereinten Nationen in Osttimor (UNMISET) bis zum 20. Mai 2004 zu verlängern. Die Resolution wurde am 19. Mai 2003 unter Hinweis auf die Resolutionen 1410 und 1473 verabschiedet.

## Hintergrund
Nach der indonesischen Besatzung von 1975 bis 1999 stand Osttimor (Timor-Leste) zunächst unter UN-Verwaltung. Nach der Entlassung des Landes in die Unabhängigkeit am 20. Mai 2002 blieb die UNMISET zur Unterstützung.

## Die Resolution
Der Weltsicherheitsrat lobte das Volk und die Regierung Osttimors für die erreichten Fortschritte beim Aufbau der Institutionen des nun unabhängigen Staates und bei der Förderung einer stabilen, fairen Gesellschaft, basierend auf demokratische Werte und dem Respekt vor den Menschenrechten. Auch die UNMISET unter der Leitung des UN-Sonderbeauftragten für Osttimor Kamalesh Sharma wurde für ihre Unterstützung der Regierung Osttimors beim Ausbau der nationalen Infrastrukturen, öffentlichen Verwaltung, Vollzugsbehörden und Verteidigungskräfte und für die Planungen zur Beendigung des Mandats der UNMISET, inklusive der Bildung einer Arbeitsgruppe zur Auflösung der Mission, gewürdigt. Betont wurde, dass die Entwicklung der allgemeinen Fähigkeiten der Nationalpolizei Osttimors ein Schlüsselprojekt ist. Der Weltsicherheitsrat begrüßte den fortlaufenden Prozess bei der Entwicklung einer positiven bilateralen Beziehung zwischen den Regierungen Osttimors und Indonesiens, was entscheidend für Osttimors zukünftige Stabilität sei. Der Weltsicherheitsrat ermutigte deswegen beide Regierungen weitere Anstrengungen zu leisten, um eine Vereinbarung über die Festlegung der Staatsgrenze zwischen den Ländern zu gewährleisten. Damit soll die Sicherheit im Grenzgebiet gefördert, die Rückführung von in Westtimor lebenden Osttimoresen erleichtert und Recht gegenüber jenen geübt werden, die während der Krise in Osttimor 1999 für schwere Verbrechen verantwortlich waren. Zur Kenntnis genommen wird die Wichtigkeit der weiteren Anstrengungen zur Weitergabe von Fähigkeiten und Aufgaben von der UNMISET an die Regierung Osttimors, in einer koordinierten und strukturierten Art und Weise im Vorfeld des Abzuges der UNMISET aus Osttimor, mit dem Ziel die langfristige Sicherheit und Stabilität Osttimors zu gewährleisten. Vermerkt wurde, dass das Ende von UNMISET für den 20. Mai 2004 geplant ist, wie es im Mandatsumsetzungsplan vorgesehen wurde im Bericht des Generalsekretärs der Vereinten Nationen Kofi Annan vom 17. April 2002 (S/2002/432) und im Sonderbericht des Generalsekretärs vom 3. März 2003 (S/2003/243). Der Weltsicherheitsrat betonte die Notwendigkeit einer weiteren internationalen Unterstützung für Osttimor und ermutigte zur Weiterführung von bilateraler und multilateraler Entwicklungshilfe. Der Bericht des Generalsekretärs vom 21. April 2003 (S/2003/449) wurde vom Weltsicherheitsrat zur Kenntnis genommen, ebenso die militärische Strategie, wie sie in den Paragrafen 38 bis 51 des Berichts umrissen wurden.
Der Weltsicherheitsrat beschloss das Mandat der UNMISET bis zum 20. Mai 2004 zu verlängern und sich weiter aktiv mit der Angelegenheit zu befassen.

## Folgezeit
Der Grenzverlauf zu Indonesien war seit 2006 zu 97 % festgelegt. Mit Indonesien umstritten waren zunächst die Zugehörigkeit der kleinen unbewohnten Insel Fatu Sinai (Pulau Batek), 37 Hektar zwischen Memo (Suco Tapo/Memo) und dem indonesischen Dilumil (Regierungsbezirk Belu) und Gebiete um die Exklave Oecusse (Área Cruz in Passabe, Citrana-Dreieck in Nitibe) sowie die genauen Modalitäten eines Korridors von Oecusse zum Hauptstaatsgebiet. 2013 konnte der Streit um das Gebiet bei Memo beigelegt werden. Die Ansprüche auf die Insel Fatu Sinai hatte Osttimor zu diesem Zeitpunkt bereits aufgegeben. Als Streitpunkte verblieben bis 2019 die beiden Gebiete an der Grenze der Exklave Oecusse. Seit 2015 wird auch über die maritime Grenzziehung verhandelt. Ungeklärt blieben bis 2018 die Grenzstreitigkeiten zwischen Australien und Osttimor um die Festlegung der Seegrenze in der Timorsee und der damit verbundenen Nutzung der Bodenschätze.
UNMISET wurde zunächst bis 2005 verlängert, dann durch die einjährige Folgemission Büro der Vereinten Nationen in Osttimor (UNOTIL) ersetzt. Als 2006 Unruhen in Osttimor ausbrachen, wurde die Entsendung der Integrierte Mission der Vereinten Nationen in Timor-Leste (UNMIT), zusammen mit der International Stabilization Force (ISF) notwendig. Die UN-Missionen in Osttimor endeten schließlich am 31. Dezember 2012.